# Liste von Fan-Wikis
Dies ist eine Liste von Fan-Wikis, die mehr als 1.000 Artikel haben. Bei Fan-Wikis handelt es sich vor allem um Wikis aus dem Bereich der Popkultur, z. B. Comic, Musik, Science-Fiction und Fantasy, Filme und Fernsehserien. Die Wikis werden in den meisten Fällen von Fans betreut und gestaltet. In Einzelfällen werden die Wikis auch von den Rechteinhabern gefördert (z. B. das Roman-Archiv über Heftromane des Bastei-Verlages). Fanwikis sind häufig auf der Wikia-Plattform zu finden.

## Deutschsprachige Wikis
| Name                                   | Gegründet | Artikelzahl | Sprachversionen | Kernmedium                    | Thema                                                                             | Webseite |
| -------------------------------------- | --------- | ----------- | --------------- | ----------------------------- | --------------------------------------------------------------------------------- | -------- |
| Alternativgeschichte-Wiki              | 2008      | 2.434       | 35              | Geschichte                    | Alternativweltgeschichte                                                          | Weblink  |
| Am Fluss der Zeit Wiki                 | 2010      | 1.933       | 1               | Computerspiel                 | Drakensang: Am Fluss der Zeit                                                     | Weblink  |
| Aniki                                  | 2003      | 6.542       | 1               | Anime und Manga               | Anime, Manga                                                                      | Weblink  |
| Animepedia                             | 2007      | 1.030       | 5               | Anime und Manga               | Anime, Manga                                                                      | Weblink  |
| Anne Shirley Wiki                      | 2013      | 6.131       | 3               | Roman                         | Anne auf Green Gables                                                             | Weblink  |
| Ardapedia                              | 2004      | 3.287       | 4               | Roman                         | J. R. R. Tolkien                                                                  | Weblink  |
| Battlestar Wiki                        | 2006      | 1.259       | 6               | Fernsehserie                  | Battlestar Galactica                                                              | Weblink  |
| BleachWiki                             | 2008      | 1.622       | 1               | Anime und Manga               | Bleach                                                                            | Weblink  |
| Checkmaster                            | 2004      | 4.080       | 1               | Roman                         | Ren Dhark                                                                         | Weblink  |
| ConanWiki                              | 2008      | 5.196       | 3               | Anime und Manga               | Detektiv Conan                                                                    | Weblink  |
| Chronist-Wiki                          | 2010      | 1.244       | 3               | Spielzeug                     | BIONICLE                                                                          | Weblink  |
| CivWiki                                | 2006      | 3.228       | 1               | Computerspiel                 | Sid Meier’s Civilization                                                          | Weblink  |
| DCPedia                                | 2006      | 31.408      | 1               | Comic                         | DC Comics                                                                         | Weblink  |
| Die Aldor Wiki                         | 2008      | 19.084      | 1               | Computerspiel                 | World of Warcraft                                                                 | Weblink  |
| DigiPedia                              | 2007      | 2.597       | 5               | Anime und Manga               | Digimon                                                                           | Weblink  |
| Dofus-Wiki                             | 2006      | 17.386      | 13              | Computerspiel                 | Dofus                                                                             | Weblink  |
| Dragonica Wiki                         | 2009      | 1.678       | 2               | Computerspiel                 | Dragonica                                                                         | Weblink  |
| Dragonballwiki                         | 2007      | 1.647       | 1               | Anime und Manga               | Dragonball                                                                        | Weblink  |
| Drakensang Wiki                        | 2008      | 1.525       | 3               | Computerspiel                 | Das Schwarze Auge: Drakensang                                                     | Weblink  |
| Duckipedia gestartet als LTB Wiki      | 2005      | 3.939       | 1               | Comic und Film                | Walt Disney                                                                       | Weblink  |
| Elfen Wiki                             | 2012      | 2.002       | 1               | Roman                         | Die Elfen                                                                         | Weblink  |
| Faerûnpedia                            | 2006      | 1.544       | 3               | Computerspiel                 | Forgotten Realms                                                                  | Weblink  |
| FFXIclopedia                           | 2007      | 12.278      | 7               | Computerspiel                 | Final Fantasy XI                                                                  | Weblink  |
| Final Fantasy Almanach                 | 2006      | 5.486       | 13              | Computerspiel                 | Final Fantasy                                                                     | Weblink  |
| Final Fantasy XI Wiki                  | 2014      | 6.766       | 1               | Computerspiel                 | Final Fantasy XI                                                                  | Weblink  |
| Final Fantasy XIV Wiki                 | 2010      | 5.236       | 1               | Computerspiel                 | Final Fantasy XIV                                                                 | Weblink  |
| Final Fantasy XIV: A Realm Reborn Wiki | 2010      | 105.250     | 1               | Computerspiel                 | Final Fantasy XIV                                                                 | Weblink  |
| Flyff Wiki                             | 2006      | 1.105       | 2               | Computerspiel                 | Flyff                                                                             | Weblink  |
| Forscherliga-Wiki                      | 2007      | 12.080      | 1               | Computerspiel                 | World of Warcraft                                                                 | Weblink  |
| Fortnite Wiki                          | 2017      | 18.173      | 8               | Computerspiel                 | Fortnite                                                                          | Weblink  |
| FreewarWiki                            | 2005      | 4.296       | 2               | Computerspiel                 | Freewar                                                                           | Weblink  |
| Game of Thrones                        | 2011      | 1.272       | 7               | Fernsehserie                  | Game of Thrones                                                                   | Weblink  |
| Garetien                               | 2007      | 19.411      | 1               | Rollenspiel                   | Das Schwarze Auge                                                                 | Weblink  |
| GTA Wiki                               | 2006      | 12.972      | 8               | Computerspiel                 | Grand Theft Auto                                                                  | Weblink  |
| GuildWiki                              | 2006      | 19.752      | 9               | Computerspiel                 | Guild Wars                                                                        | Weblink  |
| GW2Wiki                                | 2011      | 35.226      | 4               | Computerspiel                 | Guild Wars 2                                                                      | Weblink  |
| GZSZ-Wiki                              | 2007      | 7.774       | 1               | Fernsehserie                  | Gute Zeiten, schlechte Zeiten                                                     | Weblink  |
| Harry Potter Wiki                      | 2005      | 3.122       | 1               | Film                          | Harry Potter                                                                      | Weblink  |
| Heroes Wiki                            | 2006      | 3.078       | 10              | Fernsehserie                  | Heroes                                                                            | Weblink  |
| Hexer-Wiki                             | 2007      | 4.492       | 16              | Computerspiel                 | The Witcher                                                                       | Weblink  |
| Jedipedia.de                           | 2005      | 51.292      | 35              | Film                          | Star Wars                                                                         | Weblink  |
| Jedipedia.net                          | 2011      | 41.284      | 1               | Film                          | Star Wars                                                                         | Weblink  |
| Karl-May-Wiki                          | 2005      | 13.152      | 1               | Roman                         | Karl May                                                                          | Weblink  |
| Kaukapedia                             | 2006      | 4.720       | 1               | Comic                         | Kauka Verlag                                                                      | Weblink  |
| KingWiki                               | 2006      | 14.548      | 1               | Roman                         | Stephen King                                                                      | Weblink  |
| Klingonisch-Wiki                       | 2014      | 1.326       | 5               | Fernsehserie                  | Klingonische Sprache                                                              | Weblink  |
| Lego Wiki                              | 2007      | 4.183       | 1               | Spielzeuge                    | Lego                                                                              | Weblink  |
| Lego Bionicle Wiki                     | 2007      | 1.410       | 1               | Fernsehserie, Spielzeuge      | Lego Bionicle                                                                     | Weblink  |
| Lego Ninjago Wiki                      | 2015      | 3.666       | 1               | Fernsehserie, Spielzeuge      | Lego Ninjago                                                                      | Weblink  |
| Lexicanum                              | 2005      | 16.066      | 3               | Tabletop                      | Warhammer 40,000                                                                  | Weblink  |
| Lexicanum                              | 2005      | 10.658      | 3               | Tabletop                      | Warhammer Fantasy                                                                 | Weblink  |
| LOSTpedia                              | 2006      | 3.750       | 14              | Fernsehserie                  | LOST                                                                              | Weblink  |
| Maddraxikon                            | 2008      | 3.506       | 1               | Roman                         | Maddrax (Romanheftserie)                                                          | Weblink  |
| MarioWiki                              | 2007      | 8.440       | 7               | Computerspiel                 | Super Mario                                                                       | Weblink  |
| MarioWiki                              | 2007      | 5.809       | 3               | Computerspiel                 | Super Mario                                                                       | Weblink  |
| Memory Alpha                           | 2005      | 31.044      | 17              | Fernsehserie                  | Star Trek                                                                         | Weblink  |
| Memory Beta                            | 2011      | 4.130       | 2               | Fernsehserie                  | Star-Trek-Belletristik, Star-Trek-Spiele                                          | Weblink  |
| Minecraft Wiki                         | 2010      | 4.693       | 13              | Computerspiel                 | Minecraft                                                                         | Weblink  |
| Monster Hunter Wiki                    | 2011      | 1.478       | 5(6)            | Computerspiel                 | Monster Hunter                                                                    | Weblink  |
| Moorhuhn Wiki                          | 2009      | 1.224       | 2               | Computerspiel                 | Moorhuhn                                                                          | Weblink  |
| MosaPedia                              | 2005      | 16.782      | 1               | Comic                         | Mosaik                                                                            | Weblink  |
| MyraPedia                              | 2009      | 7.983       | 1               | Rollenspiel                   | Myra (Fantasy)                                                                    | Weblink  |
| Narutopedia                            | 2007      | 4.837       | 1               | Anime und Manga               | Naruto                                                                            | Weblink  |
| Nickelodeon Wiki                       | 2009      | 2.166       | 3               | Fernsehserie                  | Nickelodeon                                                                       | Weblink  |
| OPwiki                                 | 2005      | 3.239       | 1               | Anime und Manga               | One Piece                                                                         | Weblink  |
| OnePiecePedia                          | 2008      | 3.243       | 13              | Anime und Manga               | One Piece                                                                         | Weblink  |
| Perrypedia                             | 2004      | 61.271      | 1               | Roman                         | Perry Rhodan                                                                      | Weblink  |
| PokéWiki                               | 2005      | 21.969      | 8               | Computerspiel/Anime und Manga | Pokémon                                                                           | Weblink  |
| Power Rangers Wiki                     | 2006      | 2.902       | 3               | Fernsehserie                  | Power Rangers                                                                     | Weblink  |
| Runes of Magic Wiki                    | 2009      | 1.822       | 1               | Computerspiel                 | Runes of Magic                                                                    | Weblink  |
| Sailor Moon Wiki                       | 2010      | 1.740       | 6               | Anime und Manga               | Sailor Moon                                                                       | Weblink  |
| Scrubs Wiki                            | 2007      | 1.626       | 3               | Fernsehserie                  | Scrubs                                                                            | Weblink  |
| Sherlock Holmes Wiki                   | 2009      | 6.734       | 5               | Roman                         | Sherlock Holmes                                                                   | Weblink  |
| Simpsonspedia                          | 2005      | 9.418       | 1               | Fernsehserie                  | Die Simpsons                                                                      | Weblink  |
| SonicWiki                              | 2008      | 4.084       | 15              | Computerspiel                 | Sonic the Hedgehog                                                                | Weblink  |
| SpongePedia                            | 2006      | 4.197       | 3               | Fernsehserie                  | SpongeBob Schwammkopf                                                             | Weblink  |
| Spookyverse                            | 2005      | 3.053       | 1               | Fernsehserie                  | Akte X, Millennium, Die einsamen Schützen                                         | Weblink  |
| Starcraft-Wiki                         | 2007      | 6.168       | 1               | Computerspiel                 | Starcraft, StarCraft II                                                           | Weblink  |
| Stargate Wiki                          | 2005      | 3.589       | 1               | Fernsehserie                  | Stargate – Kommando SG-1, Stargate Atlantis, Stargate Universe, Stargate Infinity | Weblink  |
| StFWiki                                | 2010      | 1.216       | 1               | Roman                         | Sternenfaust                                                                      | Weblink  |
| Tamriel-Almanach                       | 2006      | 24.759      | 1               | Computerspiel                 | The Elder Scrolls                                                                 | Weblink  |
| WikiRaider                             | 2004      | 2.706       | 2               | Computerspiel                 | Tomb Raider                                                                       | Weblink  |
| Wiki Aventurica                        | 2004      | 53.664      | 4               | Rollenspiel                   | Das Schwarze Auge                                                                 | Weblink  |
| WoWWiki                                | 2008      | 2.340       | 27              | Computerspiel                 | World of Warcraft                                                                 | Weblink  |
| X-Lexikon                              | 2005/2006 | 1.983       | 1               | Computerspiel                 | X                                                                                 | Weblink  |
| Yugioh Wiki                            | 2008      | 11.737      | 3               | Sammelkartenspiel             | Yu-Gi-Oh                                                                          | Weblink  |
| YouTube Wiki                           | 2009      | 23.890      | 7               | Netzkultur                    | YouTube                                                                           | Weblink  |
| Zeldapendium                           | 2008      | 4.068       | 1               | Computerspiel                 | The Legend of Zelda                                                               | Weblink  |

## Wikis in weiteren Sprachen
| Name                      | Gegründet | Artikelzahl | Sprache  | Sprachversionen | Kernmedium    | Thema                                                                            | Webseite |
| ------------------------- | --------- | ----------- | -------- | --------------- | ------------- | -------------------------------------------------------------------------------- | -------- |
| Baldur’s Gate Wiki        | 2012      | 5.808       | englisch | 3               | Computerspiel | Baldur’s Gate                                                                    | Weblink  |
| Battlestar Wiki           | 2006      | 4.524       | englisch | 6               | Fernsehserie  | Battlestar Galactica                                                             | Weblink  |
| The Big Bang Theory Wiki  | 2007      | 1.200       | englisch | 7               | Fernsehserie  | The Big Bang Theory                                                              | Weblink  |
| BIONICLEsector01          | 2005      | 1.252       | englisch | 2               | Spielzeug     | BIONICLE                                                                         | Weblink  |
| Buffyverse Wiki           | 2005      | 5.666       | englisch | 6               | Fernsehserie  | Buffy – Im Bann der Dämonen, Angel – Jäger der Finsternis                        | Weblink  |
| Call of Duty Wiki         | 2007      | 7.319       | englisch | 5               | Computerspiel | Call of Duty                                                                     | Weblink  |
| Dungeons and Dragons Wiki | 2009      | 17.596      | englisch | 1               | Rollenspiel   | Dungeons and Dragons                                                             | Weblink  |
| EntropiaPlanets Wiki      | 2005      | 21.842      | englisch | 1               | Computerspiel | Entropia Universe                                                                | Weblink  |
| Fallout Wiki              | 2007      | 18.161      | englisch | 18              | Computerspiel | Fallout Universum                                                                | Weblink  |
| Glee-Wiki                 | 2010      | 1.744       | englisch | 2               | Fernsehserie  | Glee                                                                             | Weblink  |
| Halopedia                 | 2004      | 11.460      | englisch | 1               | Computerspiel | Halo (Computerspielreihe)                                                        | Weblink  |
| Hercxena Wiki             | 2005      | 2.920       | englisch | 2               | Fernsehserie  | Hercules: The Legendary Journeys Xena – Die Kriegerprinzessin Der junge Hercules | Weblink  |
| Lotro Wiki                | 2007      | 117.403     | englisch | 1               | Computerspiel | Der Herr der Ringe Online                                                        | Weblink  |
| Mafia Wars Wiki           | 2008      | 9.894       | englisch | 1               | Computerspiel | Mafia Wars                                                                       | Weblink  |
| Marvel Database Project   | 2005      | 140.244     | englisch | 6               | Comic         | Marvel Comics                                                                    | Weblink  |
| Minecraft Wiki            | 2009      | 4.675       | englisch | 12              | Computerspiel | Minecraft                                                                        | Weblink  |
| The Mentalist Wiki        | 2008      | 2.500       | englisch | 3               | Fernsehserie  | The Mentalist                                                                    | Weblink  |
| One Wiki to Rule Them All | 2005      | 5.907       | englisch | 6               | Roman         | J. R. R. Tolkien                                                                 | Weblink  |
| Sisters Wiki Dot Org      | 2005      | 1.506       | englisch | 1               | Musik         | The Sisters of Mercy                                                             | Weblink  |
| Tardis Index Files        | 2005      | 45.918      | englisch | 1               | Fernsehserie  | Doctor Who                                                                       | Weblink  |
| Twin Peaks Wiki           | 2017      | 1.300       | englisch | 6               | Fernsehserie  | Twin Peaks                                                                       | Weblink  |
| Watchmen Wiki             | 20??      | 1.010       | englisch | 4               | Comic, Film   | Watchmen                                                                         | Weblink  |
| Wookieepedia              | 2005      | 119.780     | englisch | 1               | Film          | Star Wars                                                                        | Weblink  |
| WoWWiki                   | 2008      | 102.778     | englisch | 27              | Computerspiel | World of Warcraft                                                                | Weblink  |
| Wikitubia                 | 2006      | 7.000       | englisch | 7               | Netzkultur    | YouTube                                                                          | Weblink  |